# Nuoto ai Giochi della XXV Olimpiade - 100 metri farfalla maschili
Hanno partecipato alle batterie di qualificazione 69 atleti: i primi 8 si sono qualificati per la finale A, i successivi 8 invece si sono qualificati per la finale B.

## Finale A
27 luglio 1992
| Posizione | Atleta              | Paese             | Tempo |
| --------- | ------------------- | ----------------- | ----- |
|           | Pablo Morales       | Stati Uniti       | 53.32 |
|           | Rafał Szukała       | Polonia           | 53.35 |
|           | Anthony Nesty       | Suriname          | 53.41 |
| 4         | Pavel Khrikin       | Squadra Unificata | 53.81 |
| 5         | Melvin Stewart      | Stati Uniti       | 54.04 |
| 6         | Marcel Gery         | Canada            | 54.18 |
| 7         | Martín López-Zubero | Spagna            | 54.19 |
| 8         | Vladislav Kulikov   | Squadra Unificata | 54.26 |

## Finale B
| Posizione | Atleta           | Paese     | Tempo |
| --------- | ---------------- | --------- | ----- |
| 9         | Christian Keller | Germania  | 54.30 |
| 10        | Jon Sieben       | Finlandia | 54.73 |
| 11        | Bruno Guizeit    | Francia   | 54.80 |
| 12        | Jose Souz Jr     | Brasile   | 54.85 |
| 13        | Jani Sievinen    | Finlandia | 54.93 |
| 14        | Martin Herrmann  | Germania  | 54.94 |
| 15        | Shen Jiarqiang   | Cina      | 54.96 |
| 16        | Tom Ponting      | Canada    | 55.00 |

## Batterie di qualificazione
- Q = Qualificati per la finale A
- q = qualificati per la finale B

| Posizione | Atleta               | Paese                   | Tempo   |
| --------- | -------------------- | ----------------------- | ------- |
| 1         | Pablo Morales        | Stati Uniti             | 53.59 Q |
| 2         | Rafał Szukała        | Ungheria                | 53.60 Q |
| 3         | Anthony Nesty        | Suriname                | 53.89 Q |
| 4         | Marcel Gery          | Canada                  | 53.94 Q |
| 5         | Pavel Khnikin        | Squadra Unificata       | 54.02 Q |
| 6         | Martín López-Zubero  | Spagna                  | 54.04 Q |
| 7         | Vladislav Kulikov    | Squadra Unificata       | 54.23 Q |
| 8         | Melvin Stewart       | Stati Uniti             | 54.26 Q |
| 9         | Bruno Bulzeit        | Francia                 | 54.35 q |
| 10        | Christian Keller     | Germania                | 54.47 q |
| 11        | Shen Janqiang        | Cina                    | 54.53 q |
| 12        | Jani Sievinen        | Finlandia               | 54.57 q |
| 13        | Martin Herrmann      | Germania                | 54.59 q |
| 14        | Jon Sieben           | Australia               | 54.67 q |
| 15        | Tom Ponting          | Canada                  | 54.77 q |
| 16        | Jose Souza Jr        | Brasile                 | 54.78 q |
| 17        | Andrew Baildon       | Australia               | 54.82   |
| 18        | Eduardo Piccinini    | Brasile                 | 54.87   |
| 19        | Richard Leishman     | Regno Unito             | 54.96   |
| 20        | Eran Groumi          | Israele                 | 55.18   |
| 21        | Keiichi Kawanaka     | Giappone                | 55.18   |
| 22        | Franck Esposito      | Francia                 | 55.26   |
| 23        | Leonardo Michelotti  | Italia                  | 55.28   |
| 24        | Uğur Taner           | Turchia                 | 55.31   |
| 25        | Nicholas Sanders     | Nuova Zelanda           | 55.44   |
| 26        | Craig Jackson        | Sudafrica               | 55.45   |
| 27        | Alexander Brandl     | Austria                 | 55.45   |
| 28        | Guy Callaghan        | Nuova Zelanda           | 55.49   |
| 29        | Jaime Fernández      | Spagna                  | 55.62   |
| 30        | Aldo Suurvali        | Estonia                 | 55.78   |
| 31        | Vesa Hanski          | Finlandia               | 55.81   |
| 32        | Dragomir Dentchev    | Bulgaria                | 55.85   |
| 33        | Arturs Jakovlevs     | Lettonia                | 55.95   |
| 34        | Tomohiro Miyoshi     | Giappone                | 55.98   |
| 35        | Perter Horvath       | Ungheria                | 56.09   |
| 36        | Joseph Buhain        | Filippine               | 56.19   |
| 37        | Giovanni Linscheer   | Suriname                | 56.20   |
| 38        | Can Ergenekan        | Turchia                 | 56.30   |
| 39        | Arthur Li            | Hong Kong               | 56.47   |
| 40        | Marco Braida         | Italia                  | 56.50   |
| 41        | Simon Wainwright     | Regno Unito             | 56.53   |
| 42        | Matjaz Kozelj        | Slovenia                | 56.65   |
| 43        | Kire Filipowski      | Jugoslavia              | 56.68   |
| 44        | Janko Gojkovic       | Bosnia ed Erzegovina    | 56.81   |
| 45        | Kristian Minkocski   | Bulgaria                | 56.94   |
| 46        | Miguel Cabrita       | Portogallo              | 57.07   |
| 47        | Rudy Dollmayer       | Svezia                  | 57.27   |
| 48        | Duncan Todd          | Hong Kong               | 57.29   |
| 49        | Patrick Sagisi       | Guam                    | 58.08   |
| 50        | Kristian Singleton   | Isole Vergini Americane | 58.20   |
| 51        | V-Meng Tan           | Singapore               | 58.21   |
| 52        | Musa Bakare          | Nigeria                 | 58.36   |
| 53        | Pedro Barata         | Angola                  | 58.37   |
| 54        | Leo Najera           | Filippine               | 58.50   |
| 55        | Konrad Galka         | Polonia                 | 58.86   |
| 56        | Ian Raynor           | Bermuda                 | 59.03   |
| 57        | Plutarco Castellanos | Honduras                | 59.68   |
| 58        | Gustavo Bucaro       | Guatemala               | 59.68   |
| 59        | Timothy Eneas        | Bahamas                 | 1:00.11 |
| 60        | Jarrah Al-Asmawi     | Kuwait                  | 1:00.77 |
| 61        | Ziyad Kashmiri       | Arabia Saudita          | 1:01.00 |
| 62        | Ray Flores           | Guam                    | 1:01.10 |
| 63        | Luis Medina          | Bolivia                 | 1:01.14 |
| 64        | Edgar Espinosa       | Paraguay                | 1:01.38 |
| 65        | Julian Bolling       | Sri Lanka               | 1:01.63 |
| 66        | Mohamed Khamis       | Emirati Arabi Uniti     | 1:01.72 |
| 67        | Salvador Jimenez     | Honduras                | 1:03.76 |
| 68        | Carl Probert         | Figi                    | 1:04.10 |
|           | Rhoderick McGown     | Zimbabwe                | SQ      |
|           | Ricardo Busquets     | Porto Rico              | DNS     |
|           | Tamás Vajda          | Ungheria                | DNS     |